# ذبیح الله كوهكن
ذبیح الله کوهکن (بالفارسية: ذبیح الله کوهکن) هو لاعب كرة قدم إيراني في مركز الوسط، ولد في 30 نوفمبر 2000 في زهک في إيران. لعب مع نادي نفط مسجد سليمان.

## وصلات خارجية
- ذبیح الله کوهکن علی موقع Soccerway.com (الإنجليزية)